# Пічем (Вермонт)
Пічем (англ. Peacham) — місто (англ. town) в США, в окрузі Каледонія штату Вермонт. Населення — 715 осіб (2020).

## Демографія
Згідно з переписом 2010 року, у місті мешкали 732 особи в 299 домогосподарствах у складі 213 родин. Було 542 помешкання
Расовий склад населення:
| - 98,0 % — білих - 0,5 % — корінних американців - 0,4 % — чорних або афроамериканців |

До двох чи більше рас належало 1,0 %. Частка іспаномовних становила 0,4 % від усіх жителів.
За віковим діапазоном населення розподілялося таким чином: 21,6 % — особи молодші 18 років, 61,1 % — особи у віці 18—64 років, 17,3 % — особи у віці 65 років та старші. Медіана віку мешканця становила 48,5 року. На 100 осіб жіночої статі у місті припадало 92,1 чоловіків;  на 100 жінок у віці від 18 років та старших — 88,8 чоловіків також старших 18 років.
Середній дохід на одне домашнє господарство  становив 88 271 долар США (медіана — 64 432), а середній дохід на одну сім'ю — 112 633 долари (медіана — 84 028). Медіана доходів становила 54 028 доларів для чоловіків та 36 691 долар для жінок. За межею бідності перебувало 8,4 % осіб, у тому числі 0,0 % дітей у віці до 18 років та 3,6 % осіб у віці 65 років та старших.
Цивільне працевлаштоване населення становило 325 осіб. Основні галузі зайнятості: освіта, охорона здоров'я та соціальна допомога — 31,7 %, роздрібна торгівля — 9,2 %, мистецтво, розваги та відпочинок — 8,6 %, будівництво — 8,6 %.